# Dąbrowa Szlachecka (gromada)
Dąbrowa Szlachecka (do 29 VI 1960 Wołowice) – dawna gromada, czyli najmniejsza jednostka podziału terytorialnego Polskiej Rzeczypospolitej Ludowej w latach 1954–1972.
Gromady, z gromadzkimi radami narodowymi (GRN) jako organami władzy najniższego stopnia na wsi, funkcjonowały od reformy reorganizującej administrację wiejską przeprowadzonej jesienią 1954 do momentu ich zniesienia z dniem 1 stycznia 1973, tym samym wypierając organizację gminną w latach 1954–1972.
Gromadę Dąbrowa Szlachecka z siedzibą GRN w Dąbrowie Szlacheckiej utworzono 30 czerwca 1960 roku w powiecie krakowskim w woj. krakowskim w związku z przeniesieniem siedziby GRN gromady Wołowice z Wołowic do Dąbrowy Szlacheckiej i przemianowaniem jednostki na gromada Dąbrowa Szlachecka; równocześnie do gromady Dąbrowa Szlachecka przyłączono obszar zniesionej gromady Ściejowice.
W kwietniu 1969 dla gromady ustalono 19 członków gromadzkiej rady narodowej. 1 stycznia 1970 gromada składała się ze wsi: Dąbrowa Szlachecka, Jeziorzany, Rączna, Ściejowice, Wołowice i Zagacie.
Gromada przetrwała do końca 1972 roku, czyli do kolejnej reformy gminnej.